# Ostoja Jaśliska
Ostoja Jaśliska este o arie protejată (sit de importanță comunitară — SCI) din Polonia întinsă pe o suprafață de 29.189,91 ha, integral pe uscat.

## Localizare
Centrul sitului Ostoja Jaśliska este situat la coordonatele 49°23′51″N 21°50′52″E / 49.3975°N 21.8478°E.

## Înființare
Situl Ostoja Jaśliska a fost declarat sit de importanță comunitară în martie 2007 pentru a proteja 3 specii de plante și 20 de specii de animale.

## Biodiversitate
Situată în ecoregiunile alpină și continentală, aria protejată conține 14 habitate naturale: Păduri de fag Asperulo-Fagetum, Păduri de stejar și carpen Galio-Carpinetum, Păduri pe pante, grohotișuri și ravene de Tilio-Acerion, Păduri aluvionare cu Alnus glutinosa și Fraxinus excelsior (Alno-Padion, Alnion incanae, Salicion albae), Râuri de munte și vegetația erbacee de pe malurile acestora, Formațiuni ierboase bogate în specii de Nardus, dezvoltate pe substraturi silicioase în zone montane (și în zone submontane, în Europa continentală), Liziere de ierburi înalte hidrofile de câmpie și de nivel montan până la alpin, Fânețe de joasă altitudine (Alopecurus pratensis, Sanguisorba officinalis), Fânețe montane, Mlaștini oligotrofe degradate, capabile încă de regenerare naturală, Mlaștini turboase de tranziție și turbării mișcătoare, Mlaștini alcaline, Peșteri inaccesibile publicului, Păduri de fag Luzulo-Fagetum.
La baza desemnării sitului se află mai multe specii protejate:
- plante (3): Buxbaumia viridis, mușchi (Dicranum viride), Eleocharis carniolica
- amfibieni (3): izvoraș-cu-burta-galbenă (Bombina variegata), triton cu creastă (Triturus cristatus), Triturus montandoni
- mamifere (9): lupul (Canis lupus), castor (Castor fiber), vidră de râu (Lutra lutra), râs eurasiatic (Lynx lynx), liliac cu urechi mari (Myotis bechsteinii), liliac cărămiziu (Myotis emarginatus), liliac comun (Myotis myotis), liliacul mic cu potcoavă (Rhinolophus hipposideros), urs brun (Ursus arctos)
- nevertebrate (6): Carabus variolosus, Cucujus cinnaberinus, fluturele auriu (Euphydryas aurinia), gândacul de apă (Rhysodes sulcatus), Rosalia alpina, Vertigo angustior
- pești (2): Barbus carpathicus, zglăvoacă (Cottus gobio)